# 13497 Ronstone
13497 Ronstone (1986 EK1) là một tiểu hành tinh vành đai chính được phát hiện ngày 5 tháng 3 năm 1986 bởi E. Bowell ở Trạm Anderson Mesa thuộc đài thiên văn Lowell.